# 潜水艦イ-57降伏せず
『潜水艦イ-57降伏せず』（せんすいかんイのごじゅうななこうふくせず）は、東宝が製作し、1959年（昭和34年）7月5日に封切り公開した戦争映画。白黒、東宝スコープ、パースペクタ・ステレオフォニック・サウンド。

## 概要
東宝初のシネマスコープサイズで制作された戦争映画。また、監督の松林宗恵と特技監督の円谷英二が初めて組んだ作品でもある。
日本の戦争映画としては珍しい隠密行動を主題とした作品である。従来の戦争映画のような悲壮感のある作風ではなく、冒険映画としての娯楽性も備えている。一方で、国家に裏切られた前線の兵士たちの無念さや憤りを描いた作品としても評価されている。
海軍出身の松林は、海軍という独特の世界を描くにあたり、何気ない所作や軍装の細部に当たるまで神経を使ったといい、それでもやはり当時の完全再現には至らなかったことを悔やんでいる。艦上撮影に当たっては海上自衛隊の協力を受け、当時日本で唯一の潜水艦「くろしお」を使用し、百数十人の撮影スタッフが危険な海上撮影を敢行した。また、海上自衛隊はくす型護衛艦や護衛艦わかばのほか、駆逐艦や内火艇など、草創期の海上自衛隊艦艇を多数出動させ、撮影に協力している。

## ストーリー
1945年（昭和20年）6月、太平洋戦争にて敗戦濃厚となった大日本帝国海軍において最前線に従軍していた潜水艦「イ-57」は突如ペナン州への寄港を命ぜられ、某国の外交官父娘を中立国であるスペイン領カナリー諸島まで輸送する任務を負った。これは早期講和を目指す大本営の秘密工作であり、艦長以下の反対も派遣された参謀の説得によって収まったが、外交官父娘の正体は下士官兵には知らされないままであった。「イ-57」は大西洋を目指し、インド洋を潜行する。途中、敵の駆逐艦による攻撃などにも耐え、ようやく喜望峰沖まで達した時、連合国はポツダム宣言を発表し、「イ-57」の航海はその意味を失った。

## キャスト
参照
- 河本少佐（艦長）：池部良
- 志村大尉（先任士官）：三橋達也
- 清水大尉（機関長）：三島耕
- 中沢中尉（軍医長）：平田昭彦
- 足立中尉（通信長）：岡豊
- 永井中尉（航海長）：土屋嘉男
- 山野少尉（甲板士官）：久保明
- 太田兵曹長（掌水雷長）：織田政雄
- 竹山上曹：南道郎
- 小林上曹：中島元
- 金原上曹：大村千吉
- 前田一曹：宇畄木耕嗣
- 丸田上水：石田茂樹
- 原田上水：越後憲三
- 野村上水：上村幸之
- 阿部一水：多川譲二
- 伝令A：荒木保夫
- 伝令B：勝部義夫
- 聴音兵A：永島寛
- 聴音兵B：細川隆一
- 秋山少将（ペナン基地隊司令官）：高田稔
- 横田参謀（軍令部参謀）：藤田進
- 三宅大尉（副官）：伊藤久哉
- 遠藤少尉（特攻隊員）：瀬木俊一
- 伊原二曹[要出典]：伊原徳
- イ-57乗組員[要出典]：伊藤実、岩本弘司、大前亘[8]、鹿島邦夫、加藤茂雄、川村郁夫、権藤幸彦、鈴木孝次、中島春雄[8]、古田俊彦、若松明
- ペナン基地の従兵[要出典]：井上大助
- べルジェ（某国外交官）：アンドリュー・ヒューズ
- ミレーヌ（その娘[9]）：マリア・ラウレンティ[注釈 4]

## スタッフ
参照。特殊技術スタッフの役職はノンクレジット。 
- 製作：堀江史朗
- 原作：川村六良
- 脚本：須崎勝彌、木村武
- 撮影：完倉泰一
- 美術：清水喜代志
- 録音：刀根紀雄、宮崎正信
- 照明：森弘充
- 音楽：団伊玖磨
- 監督助手：清水勝也
- 編集：黒岩義民
- 現像：キヌタ・ラボラトリー
- 考証指導：板倉秀暢[注釈 5]、藤田和彦
- 製作担当者：島田武治
- 特殊技術：円谷英二
  - 光学撮影[要出典]：荒木秀三郎
  - 撮影[10]：有川貞昌
  - 美術[要出典]：渡辺明
  - 照明[要出典]：岸田九一郎
  - 合成[要出典]：向山宏
- 監督：松林宗恵

### スタッフ（ノンクレジット）
- 監督助手：中野昭慶[1][注釈 6]
- スチール：副田正男[1]
- 衣裳：池田誠[1]

## 特撮
特撮については、撮影のために手前が深く造られた小プールが用意され、サンゴや岩場を配置した海底が再現された。このプールの側面には撮影用の小窓が設けられ、魚雷の発射や海底から見た水面描写など、鮮やかな映像の数々が撮影された。イ号をはじめ、各種船舶も20尺（約7メートル）を超える大型のミニチュアが用意されたほか、イ号は艦首だけのものや実物大のブリッジも制作され、迫力のある海戦シーンが織り込まれている。
円谷は、本作品の合成カットの精度を高めるため、白黒作品ながらブルーバック合成を導入した。合成画面用にカラーフィルムが使われており、特撮助監督を務めた中野昭慶は「白黒なのにカラーフィルムを使うので不思議に思った」と述懐している。この異例の撮影技法には、東宝本社からも「なんでそんなに大量のカラーフィルムがいるんだ」との文句が出たが、カラーフィルムをモノクロに変換するというこの手法により、ラストでの艦上の隊員、これを覆う水柱など、より明るくクリアでシャープな画像が実現されることとなった。

## 映像ソフト
- VHS 品番 TG4563S[6]
- LD 品番 TLL2210[6]

## 関連作品
『太平洋の翼』（1963年、松林宗恵監督）
帝国海軍潜水艦としてくろしおの映像が使用されている。また、池部良が潜水艦長として出演している。
『太平洋奇跡の作戦 キスカ』（1965年、丸山誠治監督）
アフリカ沖を航行中にイ-57号がブラックバーン スクアと思われる英軍機から空襲を受けるという、本作品の特撮シーンが流用されている。
『ローレライ』（2005年、フジテレビ・東宝）
本作品に影響を受けたと監督の樋口真嗣が語っている。